# Verwesung

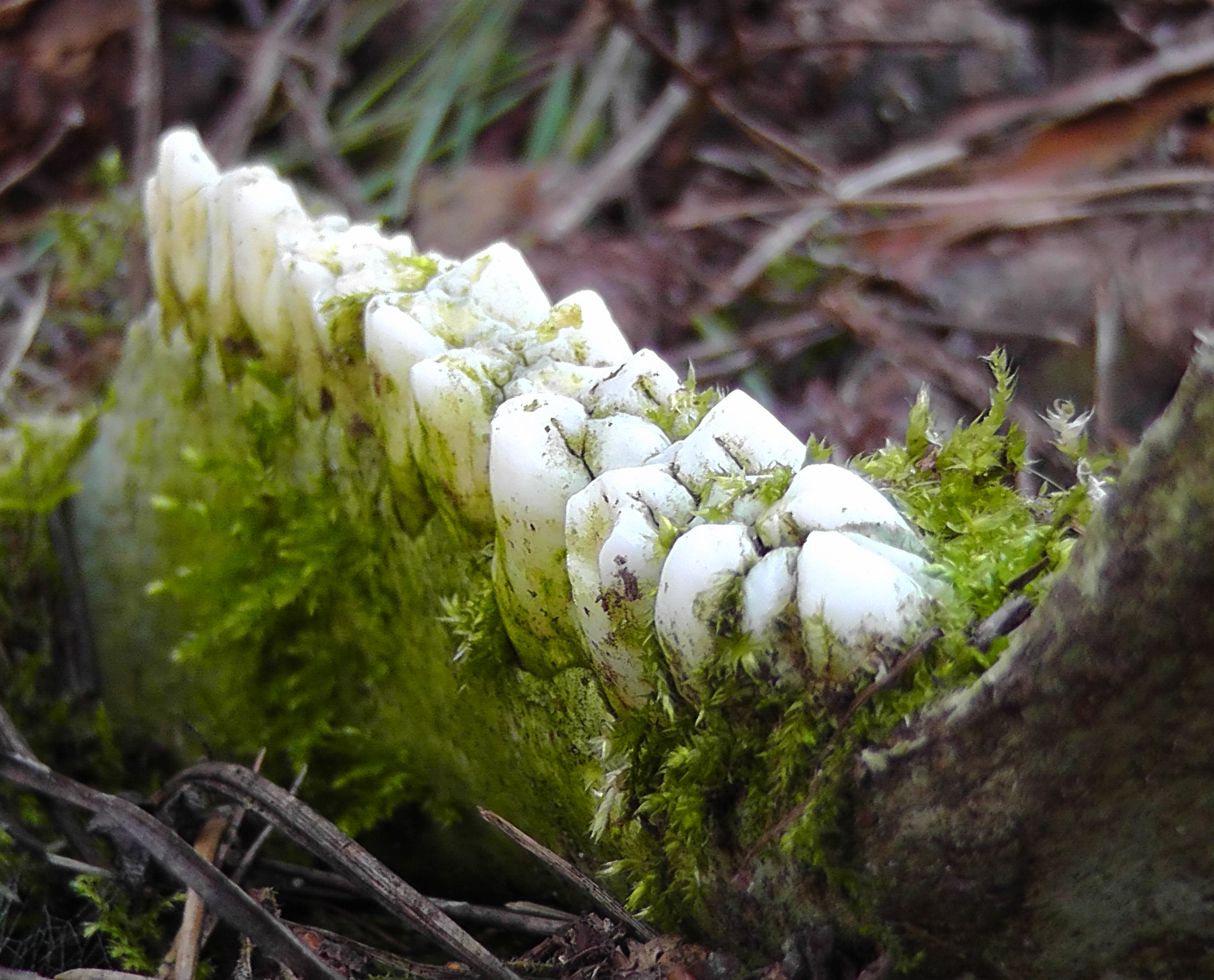
Teil eines Unterkiefers eines verwesten Pflanzenfressers

Unter dem Begriff Verwesung wird eine Vielzahl an Prozessen zusammengefasst, die nach dem Tod eines Organismus oder nach dem Absterben von Teilen eines Organismus ablaufen. Die Bezeichnung Verwesung wird in der Regel im Zusammenhang mit tierischen Organismen (Aas, beim Menschen Leichnam) gebraucht. Bei pflanzlichem Material spricht man von Verrottung, bei Lebensmitteln von Verderben. Im medizinischen Kontext gehört der Vorgang der Gewebsfäule bei Lebenden zum Symptomenkomplex der Nekrosen.
Die wissenschaftliche Erforschung der Verwesung ist insbesondere für die Rechtsmedizin von Interesse, da sie zur Ermittlung des Todeszeitpunktes herangezogen wird und stark von äußeren Faktoren abhängig ist.

## Biochemische Grundlagen

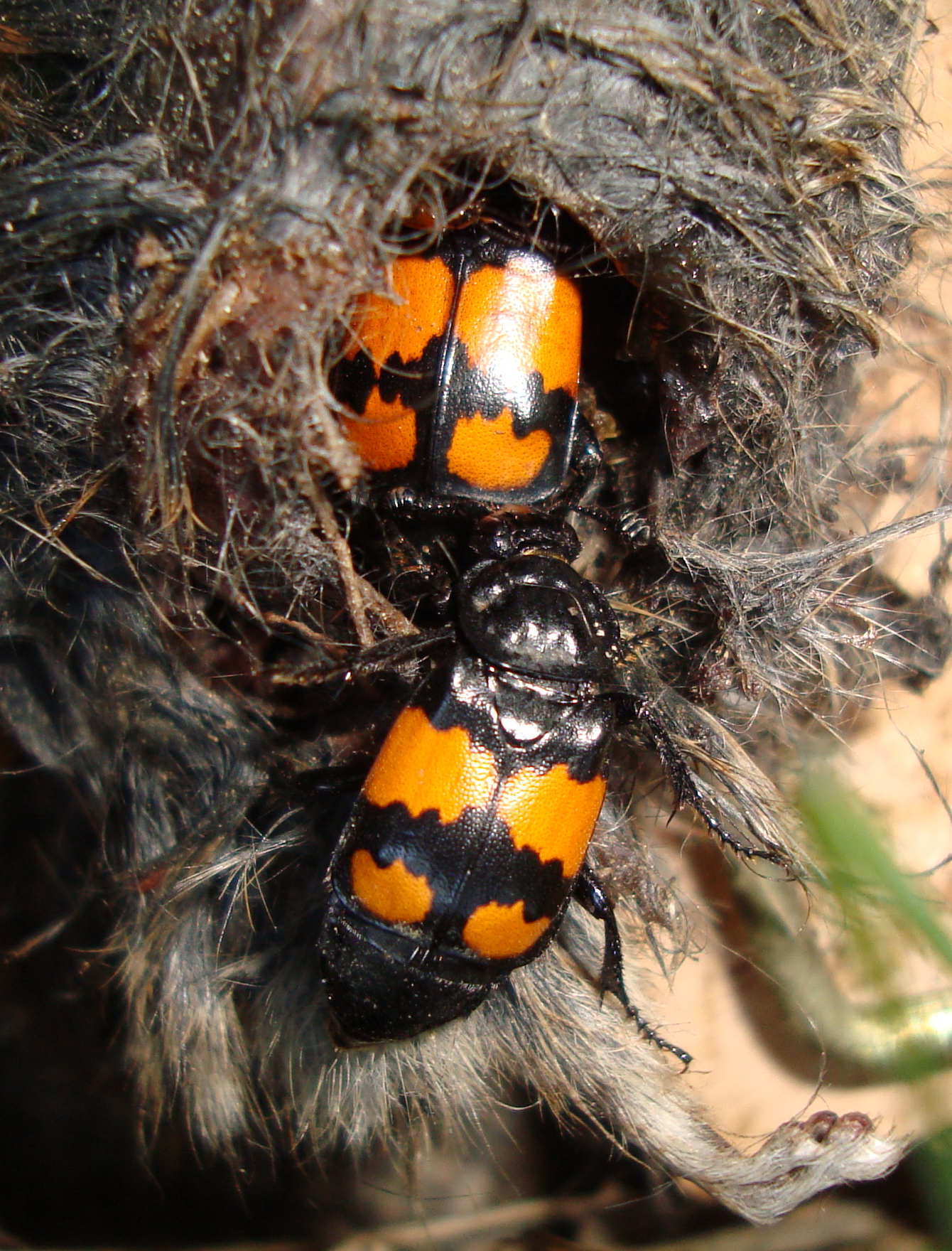
Totengräber auf einer toten Maus

Verwesung wird durch saprotrophe Organismen, hauptsächlich Bakterien und Pilze, hervorgerufen. Enzyme, die diese Organismen abgeben, zersetzen komplexe organische Verbindungen in kleinere Einheiten, die dann unter Energiegewinn vollständig oxidiert werden. Aber auch Autolyse, also Zersetzung durch eigene supravitale Enzyme, spielt eine Rolle. Einige Insekten, wie die nebenstehend auf einer toten Maus fotografierten Totengräber, sind auf die Verfügbarkeit von Aas (als Kinderstube) angewiesen.
Verwesung findet nur in Anwesenheit von Sauerstoff statt, ist also aerob. Die organischen Verbindungen werden dann hauptsächlich zu Wasser, Kohlenstoffdioxid, Harnstoff und Phosphat abgebaut. Unter Sauerstoffabschluss überwiegen dagegen Fäulnisprozesse. Entsprechend erfolgt der Zerfall eines größeren Organismus innerlich überwiegend durch Fäulnis, äußerlich durch Verwesung. In späteren Stadien der Zersetzung überwiegen Verwesungsprozesse, sofern genügend Sauerstoff zur Verfügung steht.
Während der Verwesung können Eigenbewegungen des toten Körpers auftreten, welche möglicherweise durch Gase oder Austrocknen der Bänder verursacht werden.

## Verwesung und Ökologie
Im Gegensatz zur anaeroben Fäulnis sind an Verwesungsprozessen oft auch höhere Organismen beteiligt. Pflanzliche Überreste werden beispielsweise von Würmern, Asseln und Insektenlarven gefressen und zerkleinert und mikrobiellem Abbau dadurch besser zugänglich gemacht. Kadaver von Tieren werden oft zu großen Teilen von Insekten (zum Beispiel Aaskäfer, Ameisen, Speckkäfer) oder deren Larven (zum Beispiel Fliegenmaden) und Fadenwürmern gefressen. In Abhängigkeit von den herrschenden Umgebungsbedingungen bildet sich bei Verwesung eines größeren Organismus eine spezifische „Aasfauna“ heraus.
Die Verwesung in den oberen Bodenschichten führt zur Bildung von Humus, auch Kompostierung umfasst hauptsächlich Verwesungsprozesse.

## Verwesungsstadien von an der Luft liegenden toten Körpern
- Beginnende Fäulnis
- Fettartig
- Käseartige Produkte
- Ammoniakale Fäulnis
- Beginnende Vertrocknung
- Starke Vertrocknung
- Skelettierung

In dieser Galerie wird der Verwesungsprozess eines im Freien liegenden toten Hausschweins gezeigt:

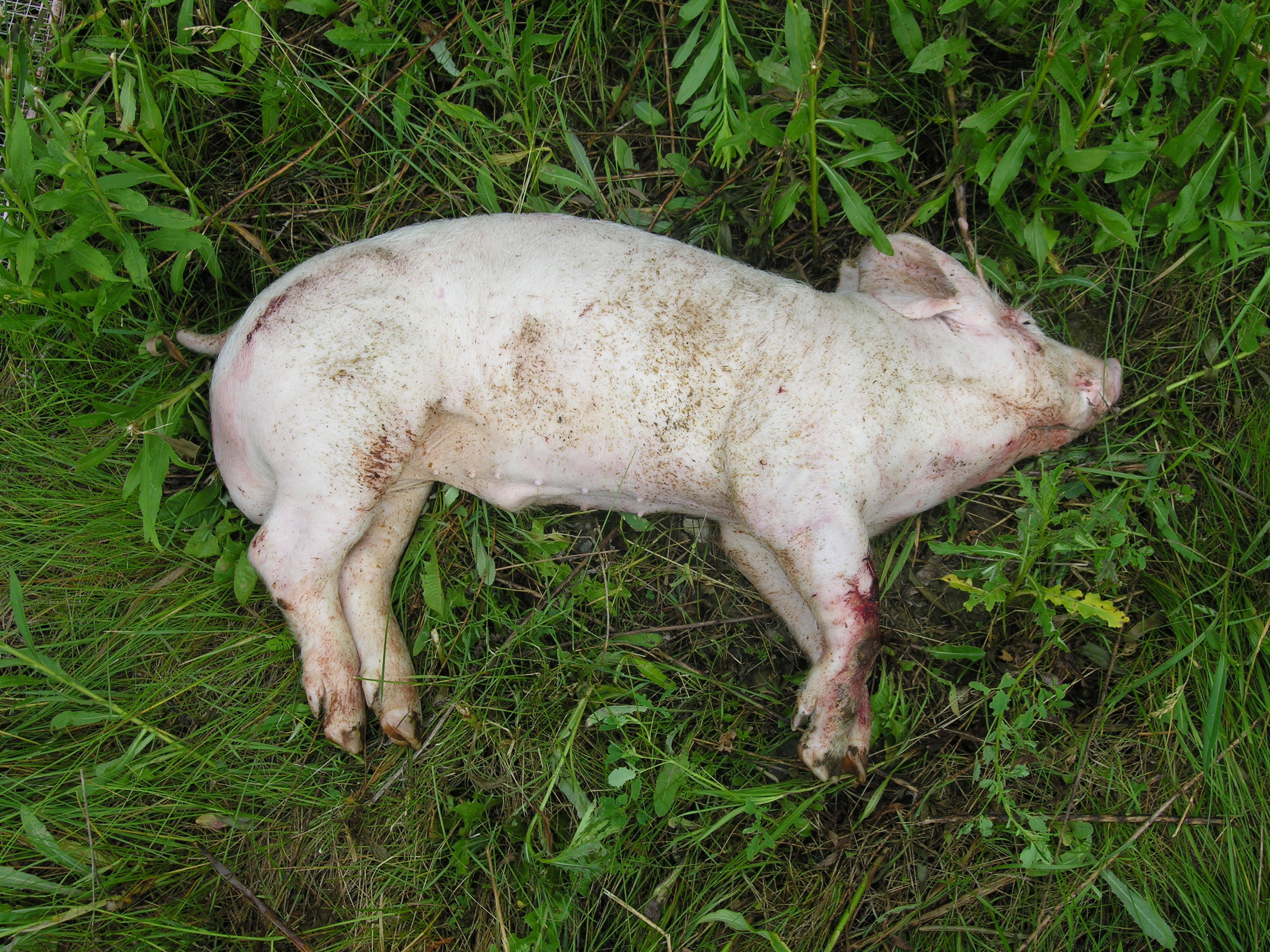
Tag 0
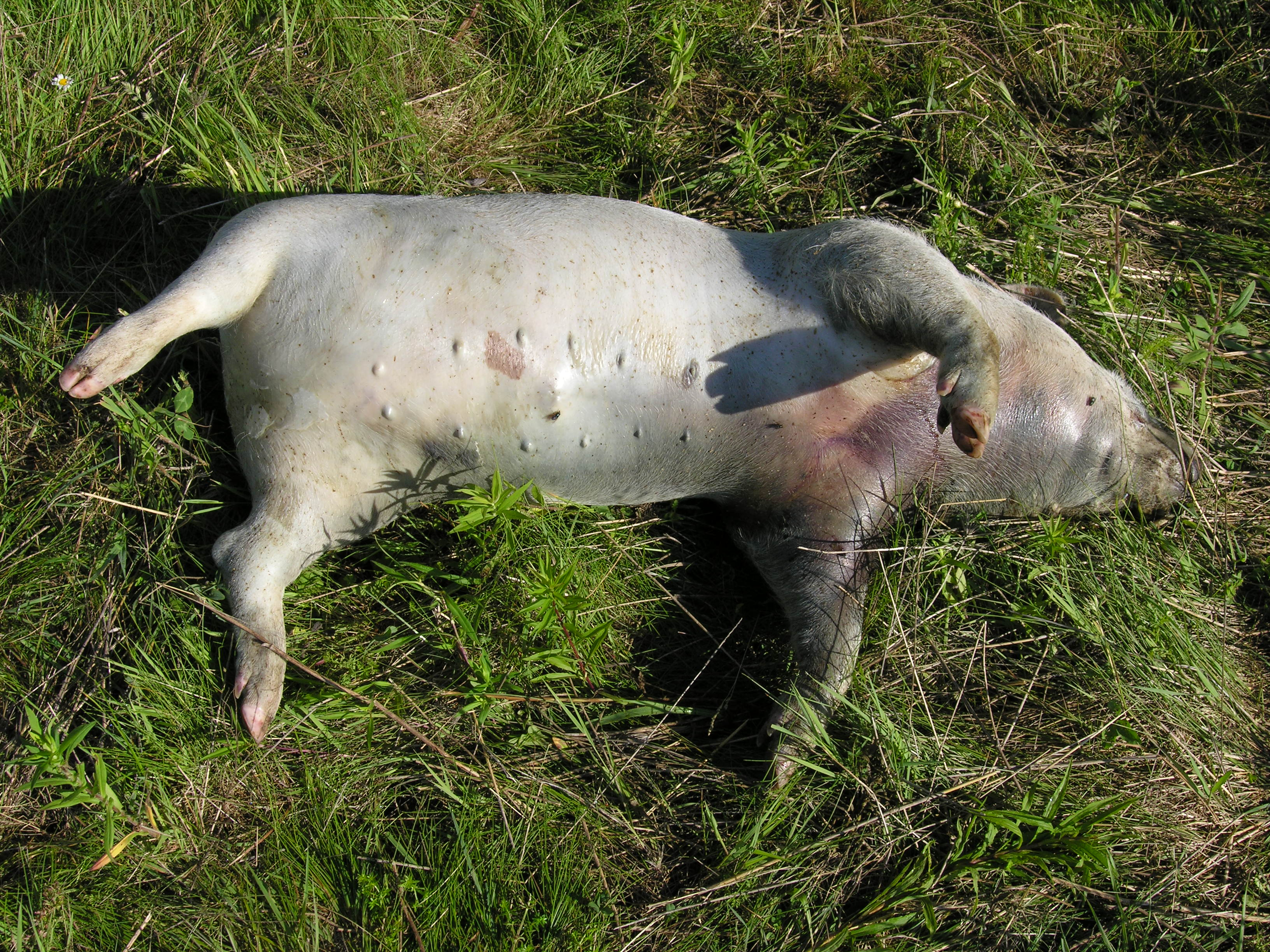
Tag 4
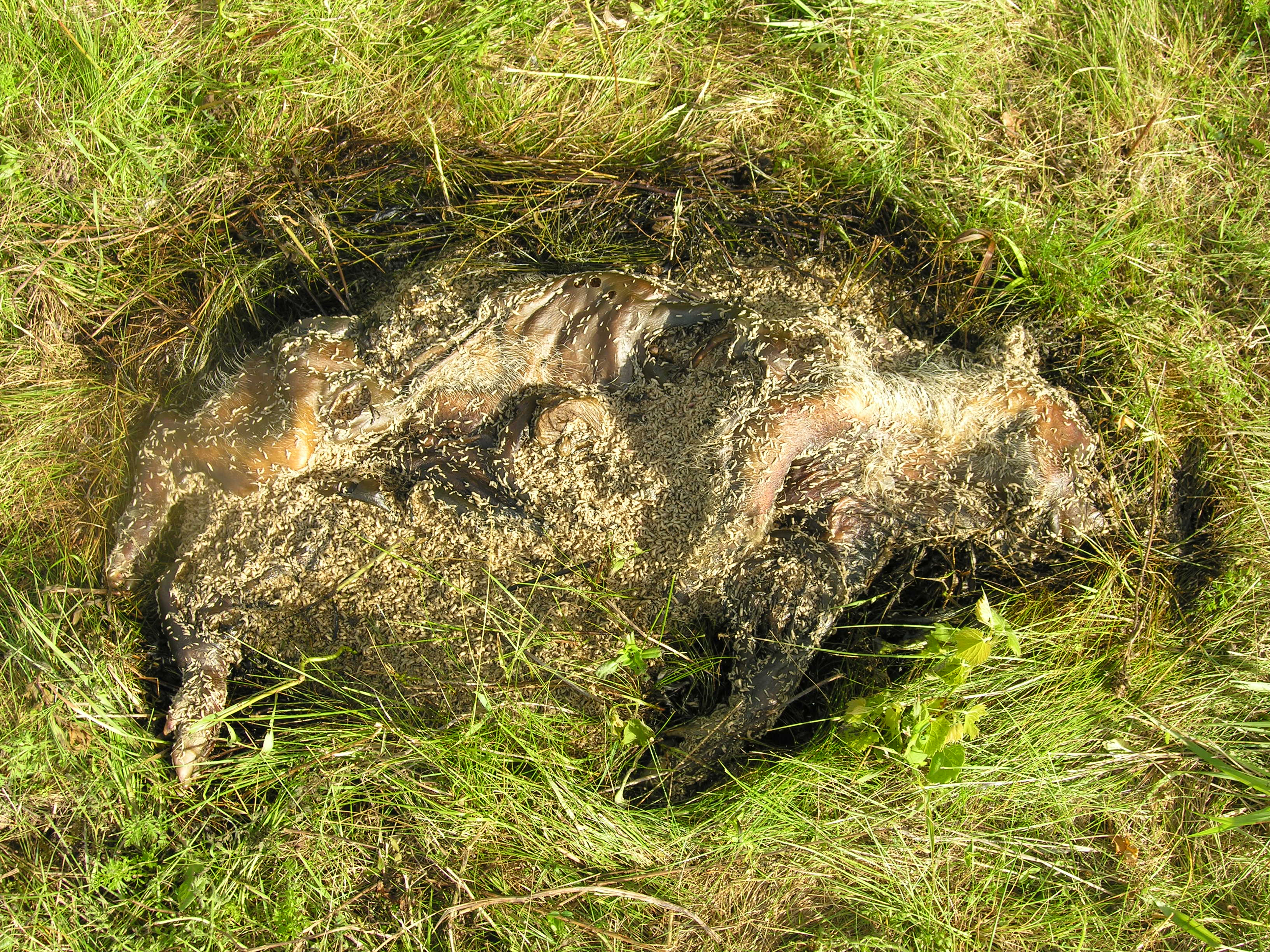
Tag 8
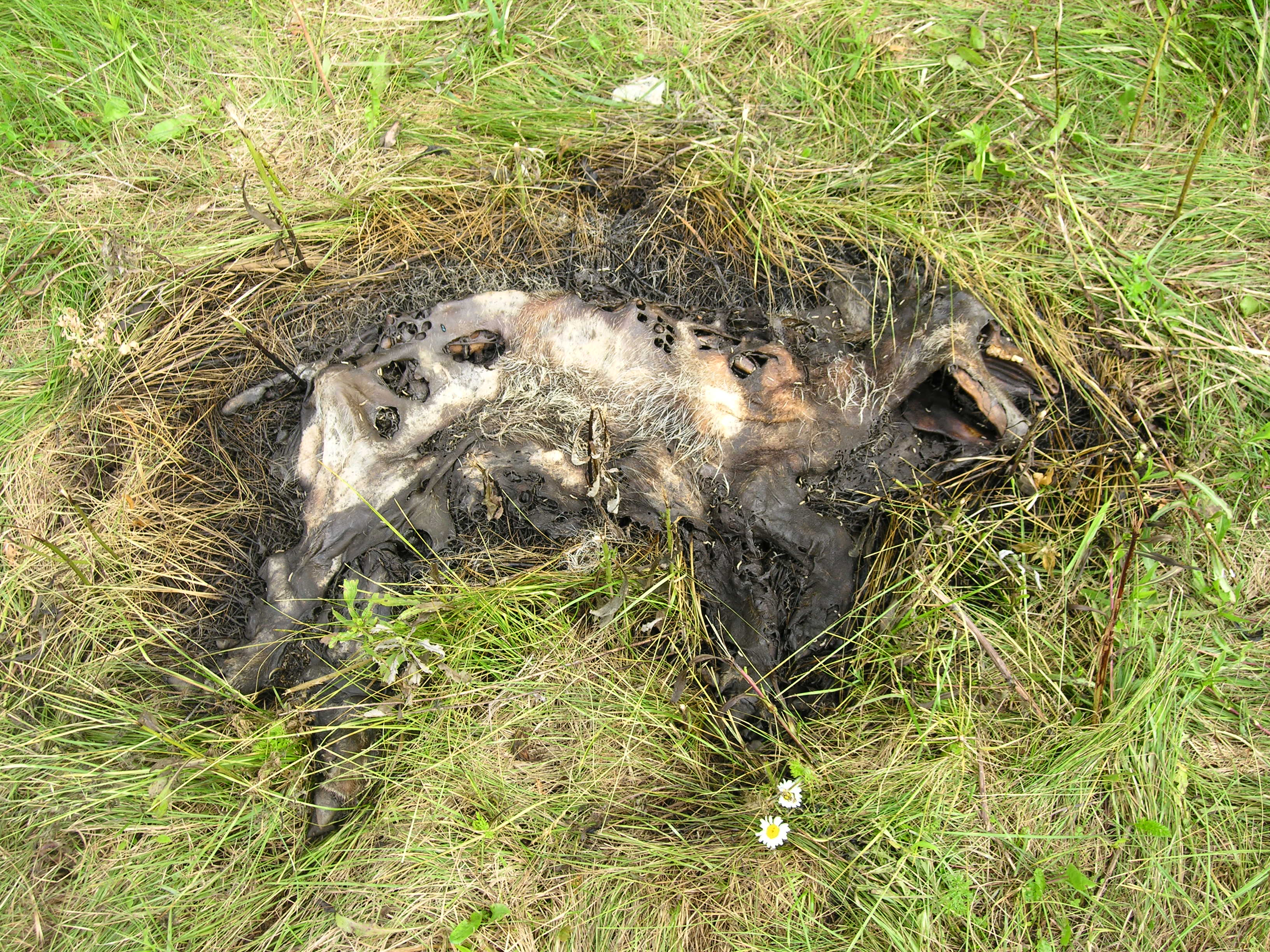
Tag 11
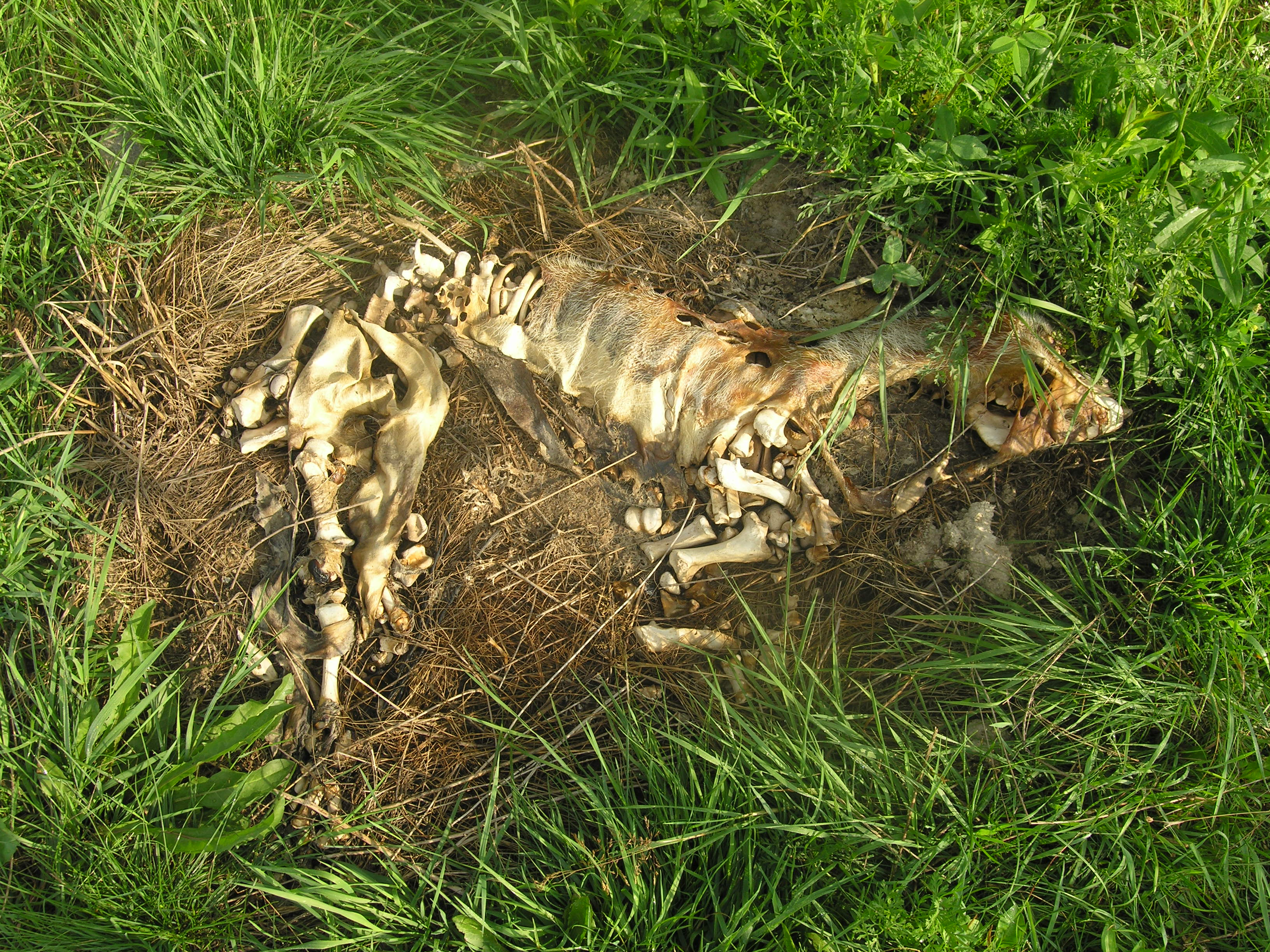
Tag 39

## Verwesung von unter Wasser liegenden toten Körpern
Zur Erforschung, in welcher Abfolge Kadaver, die unter Wasser liegen, von welchen Organismen zersetzt und besiedelt werden, gibt es bereits unterschiedliche Studien mit Säugetierkadavern, die in etwa der Größe eines Menschen entsprechen.
Die Kadaver größerer Meeressäuger bilden als Walsturz einer ganzen Reihe von Spezies über eine lange Zeit Nahrung und Schutz. Insbesondere in der Tiefsee, wo die Nährstoffe rar sind, bilden sie eigene aquatische Ökosysteme. Erkenntnisse aus der Erforschung von Walfällen beinhalten weltweite Aufzeichnungen zur Zersetzungsgeschwindigkeit unter Wasser. Welchen Einfluss dabei die Größe des Kadavers, seine geografischen Lage, die Wassertiefe und der Sauerstoffgehalt haben, lässt sich nach Ansicht der Meeresbiologen auch auf andere Spezies übertragen.

## Kriminologische Relevanz

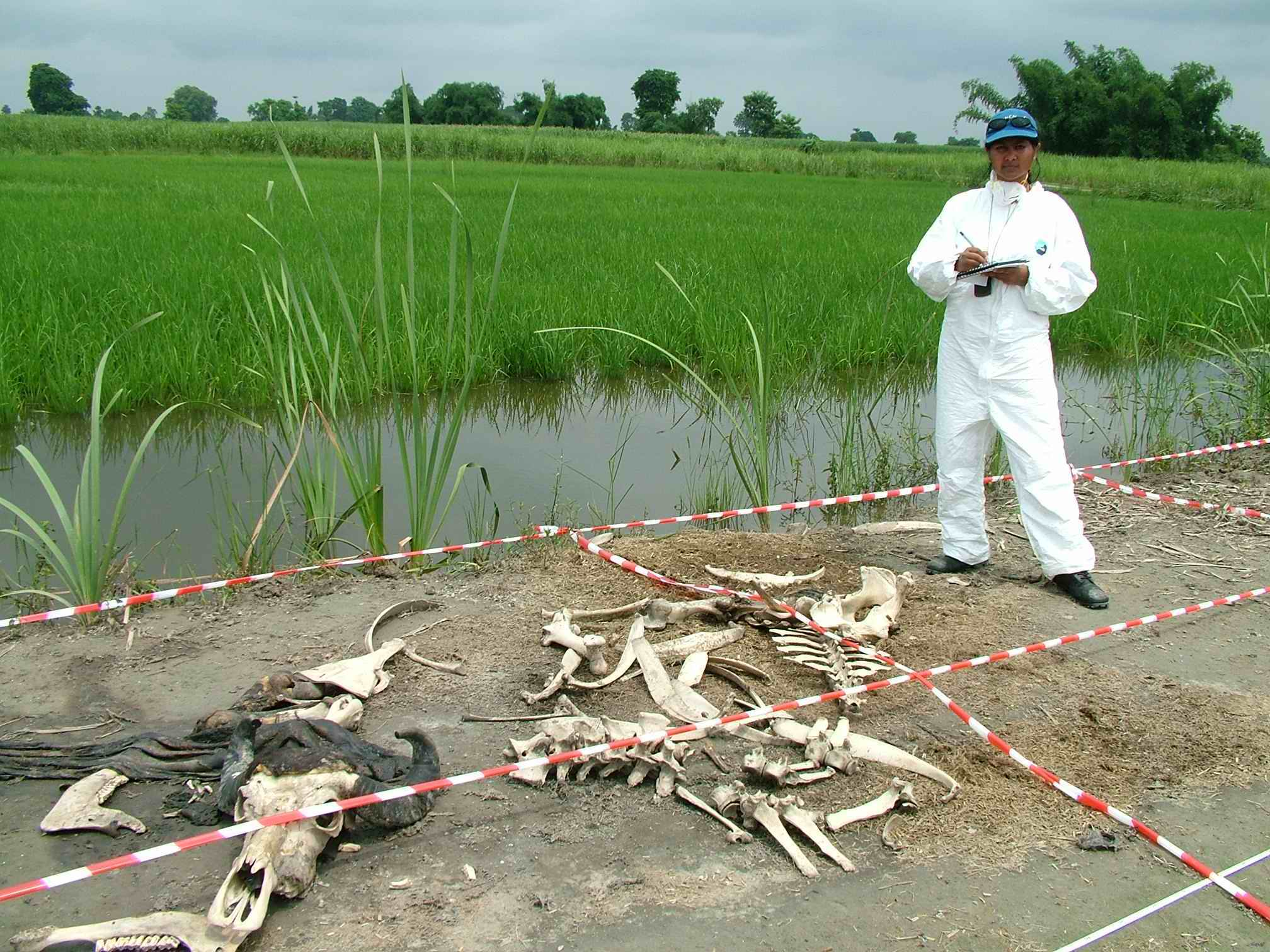
Durch das Untersuchen der Verwesung bei tierischen Kadavern, wie hier in Indien, lassen sich Erkenntnisse gewinnen, die auch auf menschliche Leichen übertragen werden

An der Luft entstehen bei der Verwesung des Menschen charakteristische Mischungen von riechenden Verbindungen, die Leichen-Spürhunden (oder anderen als Assistenztiere abgerichteten Makrosmatikern) die Möglichkeit geben, am Geruch den Ablageort einer Leiche aufzuspüren. Bei der Aufklärung von Kriegsverbrechen oder dem Fund von Massengräbern ist die Liegezeit von Hingerichteten ebenfalls von Bedeutung, um den Ablauf einer Straftat zu rekonstruieren.
Die für Fäulnis typischen Gerüche bilden sich durch flüchtige und riechende biogene Amine, zu denen bei Säugetieren unter anderem Cadaverin und Putrescin zählen.
Je nachdem welches Zersetzungsstadium dabei erreicht wird, kann der Geruch an Benzin, Nagellackentferner oder Knoblauch erinnern, jedoch auch angenehmere Komponenten wie Kakao enthalten. Bei Leichenfunden helfen somit auch Rückschlüsse, die aus der Geruchsentwicklung im Laufe der Verwesung gezogen werden können, um den Todeszeitpunkt näher zu bestimmen.
Auch die Bestimmung des Grades der Verwesung ist geeignet, um den Todeszeitpunkt näher einzugrenzen. Dabei ist von Bedeutung, welchen klimatischen Bedingungen (Temperatur und Wetter) die Leiche ausgesetzt war sowie welche Gliederfüßer (einschließlich Insekten, Tausendfüßer, Krebstiere und Spinnentiere) sie besiedelt haben. In den USA gibt es zur Erforschung der Verwesung eigene Forschungseinrichtungen, die forensische Freiluftversuche in sogenannten Body Farms durchführen. Bisher gibt es weder in Deutschland noch in der Schweiz, wo ebenfalls Interesse an der Einrichtung einer Body Farm bestünde, vergleichbare Einrichtungen. Biologen und Rechtsmediziner bedauern, dass die konkrete Planung eines derartigen Areals im deutschsprachigen Raum aktuell, auch aufgrund der gesetzlich vorgeschriebenen Bestattungspflicht, nicht möglich ist.
Neben Insekten und Verwesungszuständen werden mittlerweile auch gezielt Pilze und Bakterien untersucht, deren zeitliche Abfolge bei der Verwesung anhand von Schweinekadavern erforscht wurde, um diese Erkenntnisse kriminologisch bei menschlichen Leichen nutzen zu können.
Abgesehen davon macht es einen Unterschied, ob eine Leiche an Land oder im Wasser lag, da die Zersetzung von Wasserleichen sowohl von der Wassertemperatur als auch vom Sauerstoffgehalt des Wassers abhängig ist.
Darüber hinaus können Wasserleichen unter gewissen Umständen nach einiger Zeit durch chemische Reaktionen eine seifenartige Substanz ausbilden, die die Körperform erhält und den Körper langsamer verwesen lässt, wodurch eine Wachsleiche entsteht.

## Historische Relevanz

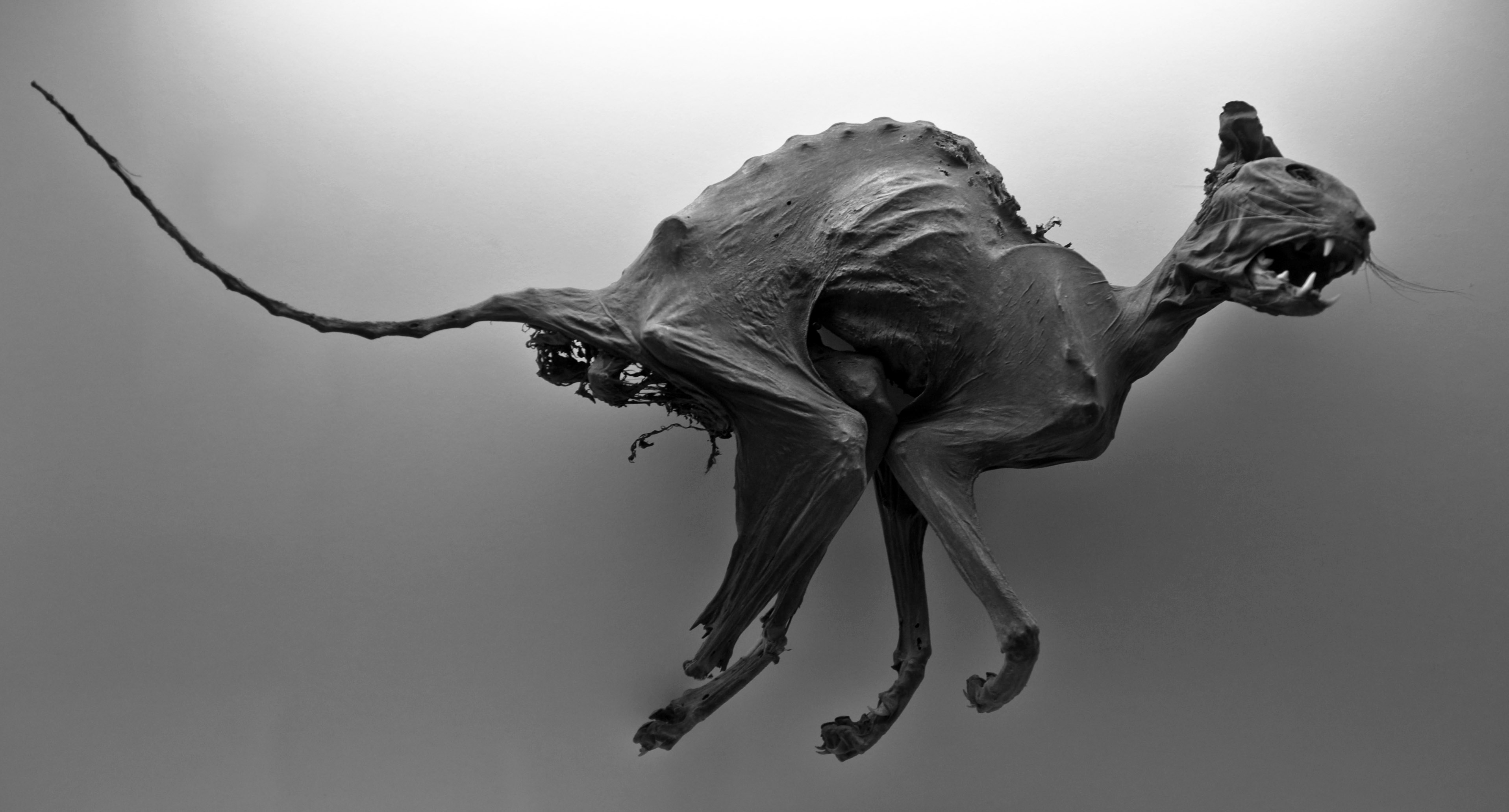
Mumifizierte Katze, im Senckenberg Naturmuseum

Verwesung zerstört in der Regel die Körper von menschlichen und tierischen Leichen. Wird die Verwesung aufgrund von äußeren Umständen ausgesetzt, so ermöglichen Fundstücke wie z. B. einbalsamierte Körper, nähere Aussagen zu Zeiträumen zu machen, die weit in der Vergangenheit liegen. Dabei wird die Verwesung entweder gewollt aufgehalten, z. B. durch Mumifizierung (siehe hierzu: Mumifizierung im Alten Ägypten), oder ungewollt, wie beim gefriergetrockneten Mann vom Tisenjoch (siehe hierzu: Ötzi).
Neben menschlichen Leichen werden in unterschiedlichen Kulturkreisen auch diverse Tiere mumifiziert, wie beispielsweise die im ägyptischen Abydos gefundenen Widder, Hunde, Ziegen, Kühen, Gazellen und Mangusten eindrucksvoll belegen.

## Künstlerische Rezeption
Peter Greenaway macht in seinem Film Ein Z & zwei Nullen (1985) die Verwesung zu einem Leitthema.